# Carmen Pampa
Carmen Pampa es una comunidad de Bolivia, ubicada en el municipio de Coroico de la provincia de Nor Yungas en el departamento de La Paz. Es parte del ecosistema bosque húmedo premontano tropical, y su población está conformada principalmente por familias campesinas de origin aymara. En la comunidad también se ubican la Unidad Académica Campesina-Carmen Pampa (UAC-Carmen Pampa), que forma parte la Universidad Católica Boliviana San Pablo, y el Colegio San Francisco Xavier.
Se encuentra a 112 km de la ciudad de La Paz.

## Historia
La comunidad se fundó con el obsequio de los terrenos de la hacienda al patrón Augusto Vicente Pijoán después de la guerra de independencia del Alto Perú, en una pampa en honor a la Virgen del Carmen, elegido por Matilde Belmonte, madre del patrón. Después de la reforma agraria en Bolivia, se repartieron los terrenos a los peones, y la familia haciendera quedó con algunos lotes, los cuales se vendieron a Carlos López Videla Guamán.
Hermanos xavierianos compraron terrenos en la comunidad para abrir un colegio en Carmen Pampa en 1962. Este colegio, el Colegio San Francisco Xavier, a cargo de Hermano Nilo Cullen, recibió los mejores estudiantes de la diócesis de Coroico (en 1959 Coroico fue establecida como prelatura bajo el mando de Msgr. Thomas Manning). Los ideales del Colegio fueron "Trabajo, Estudio, Deporte y Religión".
Con la salida de Hno. Nilo de Carmen Pampa en 1983, Hermana Franciscana Mary Damon Nolan se quedó como Directora del Colegio. Los hermanos xavierianos se fueron en 1997, y la infraestructura se entregó a la UAC-Carmen Pampa. El colegio es fiscal desde 1998.
La UAC-Carmen Pampa, parte la Universidad Católica Boliviana "San Pablo", fue fundada en Carmen Pampa en 1993 por la Hna. Mary Damon Nolan. Su misión es de brindar la educación superior a la gente joven del área rural, y ofrece las carreras de Ingeniería Agronómica, Enfermería, Medicina Veterinaria y Zootecnia, y Ciencias de la Educación a nivel licenciatura; y Turismo Rural a nivel técnico superior.